# Gert Timmerman (schaker)
Gert Timmerman (15 april 1956) is een Nederlandse schaker en na Max Euwe de tweede Nederlandse wereldkampioen schaken, zij het niet in het traditioneel schaken, maar in het correspondentieschaak. Timmerman was 45 jaar toen hij die titel verdiende na een toernooi dat van 1996 tot 2002 duurde. Gemiddeld heeft hij hierbij enkele uren per zet gedacht. Hij is enkele malen kampioen van Rotterdam geweest en hij behaalde ook de meester titel FIDE in 1985 en speelde mee om het kampioenschap van Nederland in 1981. In 1982 en 1984 was hij kampioen van Nederland bij het correspondentieschaak en in 1986 werd hij grootmeester ICCF (GMc).
Timmerman heeft ook in een aantal toernooien meegespeeld, onder andere in "40 Jahre BDF" en "25 Jaar NBC". Zo werd hij tweede bij het "Hans-Werner von Massow Memorial" (1996-2002). Hij heeft 250 correspondentiepartijen gespeeld, zijn rating is 2696 elo (maart 2008, bron ICCF ratinglijst van 17-03-2008) 
Hier volgt de notatie van een partij uit het wereldkampioenschap correspondentieschaak: 
wit: Carleton, zwart: Timmerman, Weense opening, Frankenstein-Draculavariant:

1.e4 e5 2.Pc3 Pf6 3.Lc4 Pxe4 4.Dh5 Pd6 5.Lb3 Pc6 6.Pb5 g6 7.Df3 f5 8.Dd5 De7 9.Pxc7+ Kd8 10.Pxa8 b6 11.d3 Lb7 12.h4 f4 13.Df3 Pd4 14.Dg4 Lxa8 15.Ld2 Lg7 16.Ph3 Lf6 17.Lb4 Kc7 18.c4 a5 19.La3 Dg7 20.Pg5 h5 21.Lxd6+ Kxd6 22.Dh3 Lxg5 23.hxg5 De7 24.La4 Th7 25.0-0-0 Dxg5 26.f3 Dg3 27.Td2 h4 28.Kb1 g5 29.Ld1 Dxh3 30.Txh3 Kc5 31.b3 Pf5 32.Th1 Kd4 33.a3 Pe3 34.b4 g4 35.fxg4 Lxg2 36.Txg2 Pxg2 37.Lf3 Pe3 38.Le4 Th8 39.Tc1 axb4 40.axb4 Tf8 (diagram) (0-1)

## Externe koppelingen
- partijen, www.chessgames.com